# Espace dénombrablement engendré
En mathématiques, un espace topologique est dit dénombrablement engendré si sa topologie est déterminée en fonction de ses parties dénombrables, de même que la topologie d'un espace séquentiel est déterminée par ses suites convergentes.
Les espaces dénombrablement engendrés sont ceux dont l'étroitesse est dénombrable ; on les appelle donc aussi espaces dénombrablement étroits.

## Définition
Un espace topologique X est dit dénombrablement engendré, ou dénombrablement étroit, si tout point adhérent à une partie A de X est adhérent à un sous-ensemble dénombrable de A.

## Propriétés
- X est dénombrablement étroit si et seulement si l'adhérence de toute partie A de X est réduite à la réunion des adhérences des parties dénombrables de A.
- X est dénombrablement étroit si et seulement si[1], pour qu'une partie F de X soit fermée, il suffit que pour tout sous-espace dénombrable D de X, l'ensemble F ∩ D soit fermé dans D.
- L'étroitesse dénombrable est préservée par quotients et par sommes. Dans la catégorie des espaces topologiques, la sous-catégorie des espaces dénombrablement engendrés est donc coréflexive (en)[2], c'est-à-dire que le foncteur d'inclusion a un adjoint à gauche. C'est la plus petite sous-catégorie coréflexive contenant tous les espaces dénombrables.
- L'étroitesse dénombrable est aussi préservée par sous-espaces.

## Exemples
Les exemples les plus simples d'espaces dénombrablement étroits sont les espaces à bases dénombrables de voisinages (en particulier les espaces métrisables).
Plus généralement, tout espace séquentiel est dénombrablement étroit.
Tout espace de Banach, muni de sa topologie faible, est dénombrablement étroit alors qu'il n'est jamais à bases dénombrables de voisinages (sauf bien sûr s'il de dimension finie) et qu'il n'est parfois (comme ℓ2) même pas séquentiel.
Un autre exemple d'espace qui, bien que non séquentiel, est dénombrablement étroit est l'espace d'Arens-Fort, qui est même dénombrable.
Sous l'hypothèse ♢ (en), il existe même des compacts dénombrablement étroits mais non séquentiels. Cependant, sous l'hypothèse du forcing propre (en), il n'en existe pas.